# Којајке
Којајке (шп. Coyhaique) је општина у Чилеу. По подацима са пописа из 2002. године број становника у месту је био 44.850.

## Демографија
| 2002.  |
| ------ |
| 44,850 |